# 2.5次元ミュージカル
2.5次元ミュージカル（2.5じげんミュージカル）は、漫画・アニメ・ゲームなどを原作・原案とした舞台芸術（主にミュージカル形式）の一つ。「2.5次元舞台」とも。
「2.5次元ミュージカル」は、一般社団法人 日本2.5次元ミュージカル協会が管理する登録商標である。

## 概要
漫画を原作としたミュージカルは宝塚歌劇団による『ベルサイユのばら』などが上演されていたが、2000年代以降に登場した2.5次元ミュージカルには既存のミュージカルにはない特徴を有する。
従来のミュージカルではスターシステムにより出演する俳優が人気を左右し、演目も名作の再演が中心で新鮮味に欠けるなど停滞しているという意見があるが、2.5次元ミュージカルは時代を反映した独創的な作品が次々現れ、それぞれの作品にファンが付いている ため、スター俳優が不在でも作品のファンの来場が期待できることから無名の新人でも収益が見込める。このため若手が経験を積む場としても機能している 。一方で初演時には演技力が低い役者の存在も指摘されている。
漫画の演出を舞台で再現するため、音響や照明を駆使しているのも特徴である。
ビジネスモデルとしては、従来のミュージカルは基本的に上演で完結しており興行収入のみで収益を得ていたのに対し、2.5次元ミュージカルは舞台を収録した映像のパッケージ販売やライブビューイングなど映像の2次利用、関連グッズの販売など、漫画やアニメ業界で一般的なメディアミックスにより収益を上げている。
既存のミュージカルでは漫画作品を原作とした時代（1990年代）には、漫画やアニメを好む層が経済力の無い子供であったため従来と同様に役者のファンが中心となっていたが、2010年ごろには大人になり舞台に対しても抵抗が少なくなったファン層が流入したこともヒット要因とされる。
演劇業界では当初受け入れられていなかったが、市場の拡大により2024年ごろには受け入れる風潮になっているという。
女性客が中心であるが、少年漫画原作の舞台では掲載誌の読者とおぼしき男性の1人客が入っているなど、従来とは異なる層にも広がりを見せている。
ソフト化されることが多いが、従来のミュージカル的な公演形態の場合はソフト化は考慮されておらず、映像が残っていない場合がある。

## 名称
2次元と称される漫画やアニメに対し、3次元と呼ばれる現実（舞台）の中間という意味で、ファンの間で自然発生的に名付けられたとされている。
ミュージカル以外の形式もあるため、『2.5次元舞台』という呼称も用いられる。

## 原作
原作は漫画、アニメ、ゲームなど既に人気のあるエンターテインメント作品が選ばれる。特に『テニスの王子様』や『弱虫ペダル』など個性のあるキャラクターが多く登場し、女性人気の高い少年漫画が選ばれることが多いという。
少女漫画を原作とする作品の代表的なものとしては『美少女戦士セーラームーン』などがある。
男性向け作品が選ばれることは少なく、『サクラ大戦』、『らき☆すた』、『WORKING!!』、『STEINS;GATE』などがあるものの、数年にわたるロングラン公演となったのは『サクラ大戦』程度であり、多くの作品は2週間程度で終了している。
『デスノート THE MUSICAL』はキャストを変更しての再演や韓国版、ロシアでのコンサート版など数年にわたる作品となった。

## 歴史
漫画を原作とした舞台作品は、1966年に江利チエミ特別公演として『サザエさん』のミュージカル、1969年に芸術座が「東宝みどりの会第一回公演」として『巨人の星』の舞台劇が上演されている。しかし1960年代までは特殊な演目と見なされており、ロングランにはいたらなかった。
1974年には宝塚歌劇団が『ベルサイユのばら』を上演し、「宝塚歌劇の代表作」と称されるほどの人気作となっており、21世紀の現在まで再演を繰り返し、「漫画原作の舞台作品」としては、初期の作品の一つであり、かつ歴史上でももっとも成功した作品の一つでもあることから、2.5次元ミュージカルの源流とされるが、形式は宝塚のスタイルに則ったものであり、あくまで宝塚歌劇団の演目の1つであった。
アニメ原作としてはイマジンミュージカルが『愛少女ポリアンナ物語』（1985年）などを上演し、特に劇団四季はウォルト・ディズニー・カンパニーのアニメを原作としたミュージカル作品を多く上演しているが、これも劇団の演目の1つであった。
1990年代前半、デビュー当時のSMAPが『聖闘士星矢』をミュージカル化（バンダイスーパーミュージカル）し、それを参考に桜っ子クラブさくら組主演で開始された『美少女戦士セーラームーン（バンダイ版）』など、女性に人気の高いエンターテインメント作品を美男美女の俳優が演じるという現在の2.5次元ミュージカルのフォーマットの基礎が形成される。ただし『美少女戦士セーラームーン』はファミリー層を意識しヒーローショーの要素が含まれているなど、後の2.5次元ミュージカルとはターゲットが異なっていたところもある。
『聖闘士星矢』のプロデューサーの片岡義朗はその後も漫画アニメのミュージカル化に関わり、後に『テニスの王子様』を手がけることになった。
1997年に『サクラ大戦シリーズ』のメディアミックスとして声優が舞台上で担当キャラクターを演じるミュージカルを上演しているが、総合プロデューサーの広井王子は声優のキャスティング段階で舞台公演を視野に入れていたと発言している。
2003年4月30日から東京芸術劇場で開催された『テニスの王子様』のミュージカル版『ミュージカル・テニスの王子様』は「キャストは男性のみ」「女性に人気の少年漫画が原作」「多彩なキャラクターによるスポーツ物」という後に主流となる要素が揃った作品であったが、ミュージカルという形態がなじみがないため認知度が低く、初演の座席は7割は埋まったものの、品定めに来たとおぼしき原作ファンの女性客らが最前列で静かに座っている異様な雰囲気だったという。しかし1曲目が終わると拍手が鳴り始め、1幕終了後には客がロビーに出て携帯電話で感想を送っていたとされる。口コミなどにより徐々に動員数が増加し、ロングヒットシリーズとなった。片岡は、「テニミュが始まる時、ヒットするだろうなという確信はありました。ただ、それがこんなに長く続くとは思いもよらなかったというところですね。」「（ニコニコ動画で流行した空耳ネタについて）あれは知った時、見てみたらすごく面白かったんですよ（笑）。僕は削除要請しようと思えばできたし、関係者の間でも激論になったんですが、これはスルーしようと決めました。」と述べている。集英社ではこの人気を受けて『NARUTO』『BLEACH』『ハイキュー!!』など、『週刊少年ジャンプ』の人気作品を次々にミュージカル化している。他の出版社でも『弱虫ペダル』など女性に人気の高い漫画作品のミュージカル化で追従している。また『戦国BASARA』などゲーム作品の舞台化も行われた。
2003年以降は動員数も増加していた が、2014年には宝塚歌劇の100周年記念などの影響でやや減少している。
『美少女戦士セーラームーン』は2013年にネルケプランニングにより新規の公演が行われたが、バンダイ版とは異なりターゲットを成人女性に絞り男性も女性が演じる宝塚歌劇に近い形式となった。しかしソフト化やグッズ販売も行われるなど、2.5次元ミュージカルの手法も取り入れられている。
2015年10月にDMM.comによるゲーム『刀剣乱舞-online-』のミュージカル版である『ミュージカル「刀剣乱舞」』が上演され、2018年の第69回NHK紅白歌合戦にも出演するヒット作となった。製作は『ミュージカル・テニスの王子様』や女性向けスマホゲーム『A3!』のミュージカル化である『MANKAI STAGE A3!』を手がけたネルケプランニングが行っている。
2016年のドラゴンクエストライブスペクタクルツアーでは「キャストが男女混合」「原作は性別問わず人気が高い」「冒険もの」という2.5次元ミュージカルの主流ではない構成が採用された。
2017年には従来の作品とは逆に3次元のミュージカルを原作とし、アニメやゲームなど2次元のメディアミックスを展開する『錆色のアーマ』『少女☆歌劇 レヴュースタァライト』が登場した。

## ミュージカル以外
『ラブライブ!』など出演声優がメディアミックスとして行う音楽イベントが2.5次元ミュージカルと関連付けて報道される。
バレエ作品では『ドラゴンクエストシリーズ』による『バレエ「ドラゴン・クエスト」』が上演された。
歌舞伎では『ONE PIECE』や『風の谷のナウシカ』などの漫画を原作とした演目が上演されている。
アニメや特撮に登場するキャラクターを着ぐるみなどで再現した催しは「キャラクターショー」や「ヒーローショー」と呼ばれ1950年代から行われていた。これらはゴジラなどの特撮映画の宣伝であったが、後にスーパー戦隊シリーズや仮面ライダーシリーズ、プリキュアシリーズなど児童向けの作品のショーを屋上遊園地などの商業施設で行うようになった。またプリキュアシリーズは着ぐるみを使わない「『Dancing☆Starプリキュア』The Stage」も上演されている。